# 151659 Egerszegi
A 151659 Egerszegi (151659) 2002 YF3 a Naprendszer kisbolygóövében található aszteroida. Piszkéstetőn fedezték fel 2002. december 25-én.